# Zarpen
Zarpen ist eine Gemeinde im Kreis Stormarn in Schleswig-Holstein. Dahmsdorf liegt im Gemeindegebiet.

## Geografie

### Geografische Lage
Das Gebiet der Gemeinde Zarpen erstreckt sich an den Mündungen der Bachläufe Defradebek, Zarpenbek, Lüttbek, Holstenbek, Rellerbek, Hornbek und Gaffelbek in die Heilsau westlich von Lübeck. Landschaftlich liegt es im südöstlichen Teil des Naturraums Ostholsteinisches Hügel- und Seenland (Haupteinheit Nr. 702), eines der schleswig-holsteinische Hügelländer.

### Ortsteile
Im Gemeindegebiet liegen siedlungsgeografisch neben dem namenstiftenden Kirchdorf die weiteren benannten Wohnplätze Dahmsdorf (ein Dorf), die Häusergruppe Zarpenerwohld und die Hofsiedlungen Manhagen und Zarpenerhof.

### Nachbargemeinden
Das Gemeindegebiet von Zarpen wird umschlosse von:
| Rehhorst |                                             | Heilshoop |
|          | Kompassrose, die auf Nachbargemeinden zeigt | Badendorf |
|          | Heidekamp, Reinfeld, Wesenberg              |           |

## Geschichte
Zarpen wurde erstmals 1189 in der Form Cerbene urkundlich erwähnt. Im Jahre 1221 wurde durch das Kloster Reinfeld in Zarpen die Kirche gegründet. Um 1265 erhielt Zarpen als Stadt das Lübische Recht verliehen. Auch der Grundriss zeigt heute noch auf, dass hier ein Zentralort im Bereich der Ländereien des Klosters angedacht war. Im Jahre 1473 setzte allerdings der dänische König Christian I. nach einem Vergleich mit dem Abt des Klosters durch, dass das der selbstständigen Entwicklung von Gemeinwesen förderliche Lübische Recht durch das für ihn günstigere Holstenrecht (Holsteiner Landrecht) ersetzt wurde. Zarpen war also bis ins 15. Jahrhundert eine Stadt; die Mittelpunktsfunktion ging aber schon im Mittelalter von Zarpen auf das südlicher gelegene Reinfeld über.

### Dahmsdorf
Dahmsdorf wurde als Adamestorpe 1327 erstmals erwähnt. Seit dem Mittelalter gehört das Dorf zum Kirchspiel Zarpen. Nach Auflösung des Zisterzienser-Klosters Reinfeld kam Dahmsdorf zum alten plönischen Amt Reinfeld, ab 1867 zum Kirchspielvogteibezirk Reinfeld. Im 19. Jahrhundert bestand Dahmsdorf aus vier Vollhufen, einer Viertelhufe, einer Zwölftelhufe und zwei Erbpachtstellen; es hatte damals knapp 130 Einwohner. Mit Einführung der preußischen Kommunalverfassung kam Dahmsdorf 1889 zum Amtsbezirk Zarpen. Seit 1948 gehörte es zum Amt Zarpen, seit 1972 zum Amt Nordstormarn.

### Eingemeindungen
Am 1. Januar 1975 wurde Dahmsdorf mit 79 Einwohnern nach Zarpen eingemeindet.

## Religion
Die Einwohner bekennen sich überwiegend zur evangelisch-lutherischen Kirche.

## Politik

### Gemeindevertretung
Bei der Kommunalwahl am 14. Mai 2023 wurden insgesamt 13 Sitze vergeben. Von diesen erhielten die Freie Kommunale Wählervereinigung Zarpen und die SPD jeweils fünf Sitze und die CDU erhielt drei Sitze.

### Wappen
Blasonierung: „Über einem silbernen Wellenschildfuß, darin unter einem blauen Wellenfaden ein schräglinks gestelltes grünes Eichenblatt, in Rot ein goldener Kelch und ein goldener Schlüssel mit dem Bart oben links.“

## Bauwerke

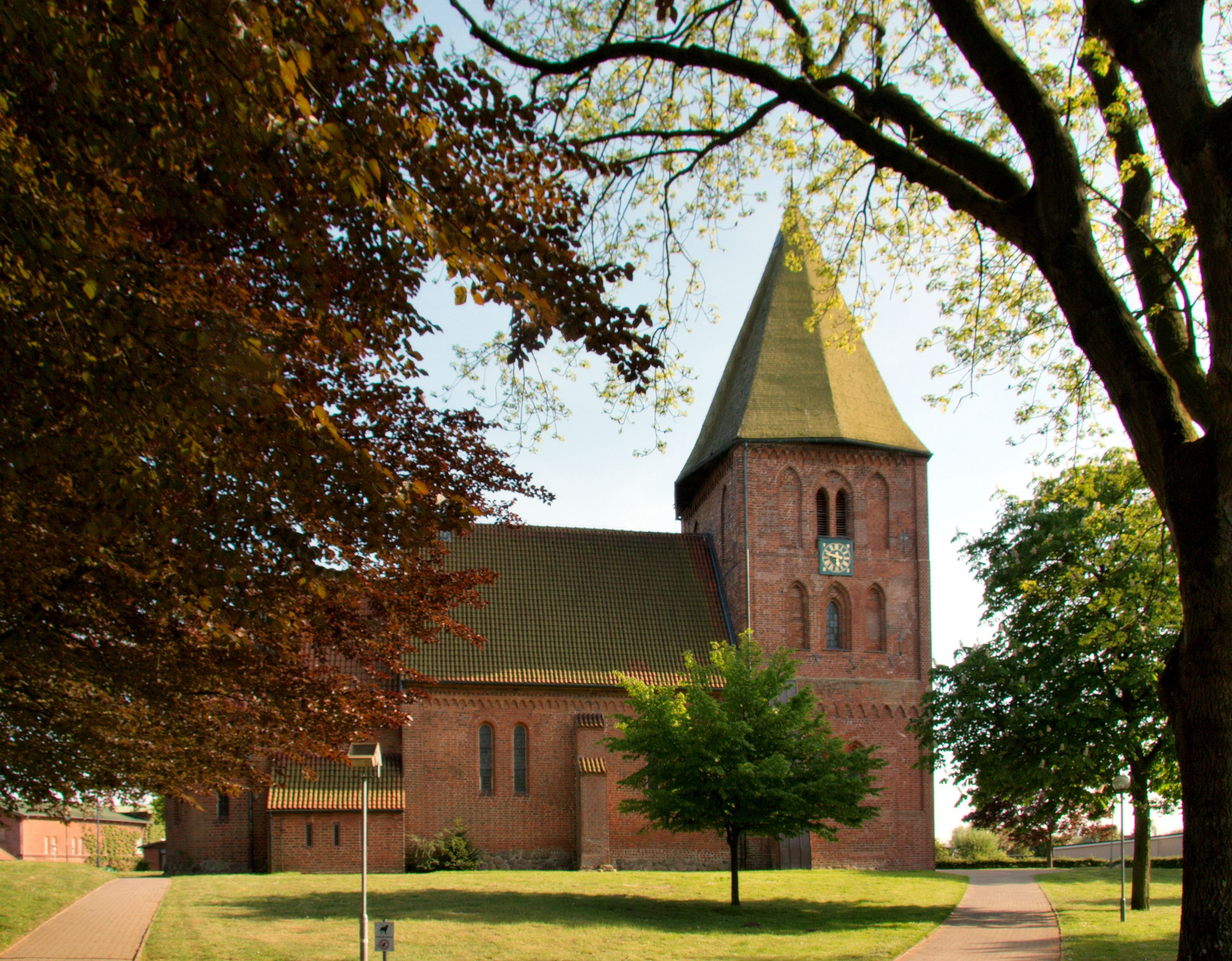
Evangelische Kirche Zarpen

Die Zarpener Kirche wurde ab dem Jahre 1221 erbaut.

## Verkehr
Die Gemeinde Zarpen ist über die schleswig-holsteinische Landesstraße 71 (L 71) und die weiter nördlich abzweigende Kreisstraße (112) an die Bundesautobahn 20 angeschlossen (Anschlussstelle Mönkhagen).
Im Dorf zweigt von der L 71 in östlicher Richtung zudem die Kreisstraße 111 zum Anschluss an der Bundesstraße 75 zwischen Reinfeld und Lübeck ab.

## Söhne und Töchter der Gemeinde
- Johann Adolf Hoffmann (1676–1731), philosophischer Autor und Übersetzer
- Johann Friedrich Callisen (1775–1864), evangelischer Geistlicher und Politiker